# Gia Long
Gia Long (Hué, 8 februari 1762 - aldaar, 3 februari 1820) was keizer van Vietnam van 1802 tot 1820.

## Levensloop
Geboren als Nguyen Anh was hij het hoofd van de clan van Nguyen-heren aan het einde van de 18e eeuw. Als jong lid van de verslagen Nguyen-clan had hij de Tay Son-opstand overleefd en gezworen verder te vechten. Hij en zijn aanhangers veroverden en verloren Saigon verscheidene malen gedurende een periode van 10 jaar rond 1780. In deze periode ontmoette hij de Franse priester Pierre Pigneau de Behaine, een ontmoeting die de latere geschiedenis van Vietnam zou beïnvloeden. Pierre verborg de jonge Nguyen en werd zijn adviseur. In 1784 toen Nguyen Anhs troepen weer verdreven waren uit Saigon en omliggende provincies, besloot hij om Pigneau te volmachten om naar Frankrijk te gaan en om Franse interventie te vragen; hij zond, in Aziatische traditie, zijn zoon Nguyen Canh mee als teken van vriendschap.
Pigneau kwam terug met een leger van twee schepen, wapens, munitie en 400 Franse huurlingen die hij zelf in Pondicherry (India) geronseld had met geld van Franse handelaren, dit nadat de Franse koning Lodewijk XVI hem verraden had. Een van de soldaten, Olivier de Puymanel, trainde het Vietnamese leger. Dit leger, meer dan 50 000 man sterk, bestond voor een groot deel uit christelijke bekeerlingen. Een andere soldaat, Jean-Baptiste de Chaigneau, zou later een belangrijk figuur worden in Vietnam.
Tegen het eind van de 18e eeuw waren de Tay Son-rebellen ver teruggedrongen, ze hadden in 1799 een laatste wanhopige verdediging opgeworpen rond de stad Quin Hon, waar de rebellie ook begonnen was. Zij werden daar verslagen door de troepen onder aanvoering van de 19-jarige zoon van Nguyen Anh, Nguyen Canh, die nog naar Versailles geweest was. In 1802 kroonde Nguyen Anh zichzelf in Hué als de keizer van Vietnam en nam de regeertitel Gia Long aan. Hij werd de eerste keizer van de Nguyen-dynastie die zou eindigen met keizer Bảo Đại.
Aan het hof van Gia Long waren vier Fransen, waaronder Jean-Baptiste de Chaigneau, die een toekomst zag in de handel met Europa. Vanwege zijn hulp aan de keizer werd hij op vele manieren door deze beloond. De Fransen maakten echter geen gebruik van Jeans speciale positie in Vietnam. En Gia Long moedigde de Fransen ook niet aan om dit te doen. Hij realiseerde zich dat hij een eeuwige schuld had tegenover Pigneau, maar niet tegenover Frankrijk. Hierom tolereerde de keizer Franse missionarissen. De keizer was zich bewust van het feit dat de Europese landen vroeg of laat zouden proberen Azië te overheersen en wilde hen geen aanmoediging geven. Hij stond invoer van westerse producten mondjesmaat toe, maar gaf de Fransen geen voorkeursbehandeling. Gia Long besloot zelfs tot hetzelfde protectionisme als China en bouwde, naar Chinees voorbeeld, een ommuurde Verboden Stad bij zijn keizerlijke paleis in Hué.
Tijdens zijn heerschappij veranderde Gia Long in 1804 de naam van het keizerrijk van Dai Viet Quoc (groot Viet land) in Viet Nam Quoc (Viet Nam land), met toestemming van de Chinese keizer. Toen Gia Long zijn einde voelde naderen, besloot hij om met opzet een xenofobe opvolger aan te wijzen. Gia Long stierf in 1820 en werd opgevolgd door keizer Minh Mang.